# Internationaal Vrijheidsbataljon
Het Internationaal Vrijheidsbataljon (Turks: Enternasyonalist Özgürlük Taburu, Kurmanji: Tabûra Azadî ya Înternasyonal) is een militair samenwerkingsverbond tussen verschillende communistische en andere politiek linkse militaire groepen, waarvan de Verenigde Vrijheidseenheden zelf ook een militair bondgenootschap zijn.
Het Internationaal Vrijheidsbataljon is op 10 juni 2015 opgericht in de stad Ras al-Ayn. Het bataljon vecht samen met de YPG en de HPG in de Syrische Burgeroorlog tegen de Islamitische Staat in Irak en de Levant. De Marxistisch-Leninistische Communistische Partij van Noord-Koerdistan speelde de grootste rol in de oprichting van het Internationaal Vrijheidsbataljon. De Internationale Brigades uit de Spaanse Burgeroorlog diende als inspiratie voor de oprichting van het Internationaal Vrijheidsbataljon.
Opmerkelijk is dat het Vrijheidsbataljon een gevechtseenheid voor homoseksuelen huisvest, de The Queer Insurrection and Liberation Army (TQILA). Deze eenheid maakt deel uit van de anarchistische Internationale Revolutionaire Volksguerilla Eenheden die zich op hun beurt bij het Vrijheidsbataljon hebben aangesloten. TQILA is ontstaan uit een groep homoseksuele Volksguerillaleden uit Raqqa, die zich hiermee expliciet wilden verzetten tegen de behandeling van homoseksuelen door ISIL.

## Leden
- Verenigde Vrijheidseenheden
  -  Vrouwenvrijheidseenheden
  -  Revolutionaire Communardpartij
  -  MLSPB-DC
  -  Sosyal İsyan
  -  Devrimci Cephe
  -  Devrimci Karargâh
  -  PDKÖ
  -  Revolutionaire Partij van Turkije
  -  Aziz GÜLER Özgürlük Gücü Milis Örgütü
  -  Kader Ortakaya Timi
  -  Kızılbaş Timi
  -  Emek ve Özgürlük Cephesi
  -  Mahir Arpaçay Devrimci Savaş Okulu
  -  Necdet Adalı Müfrezesi
  -  Spartaküs Timi
  -  Şehit Bedreddin Taburu
  -  Kader Ortakaya Timi
- MLKP
  -  MLKP/KKÖ
- TKP/ML TİKKO
- MKP
- Reconstrucción Comunista
- TKEP/L
- RUIS
- Bob Crow Brigade
- Henri Krasucki Brigade
- IRPGF
  -  TQILA

## Galerij

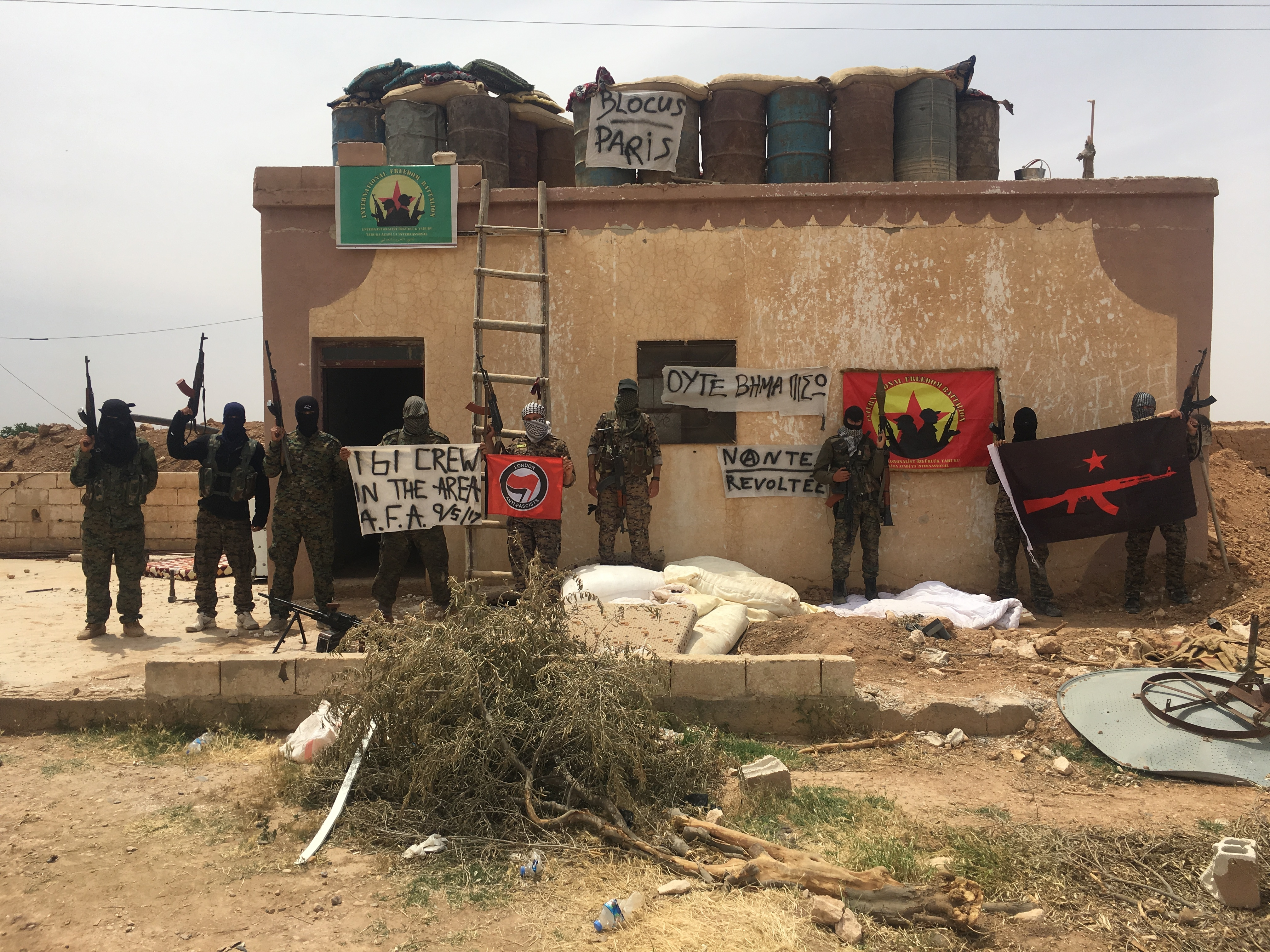
Leden van het Internationaal Vrijheidsbataljon
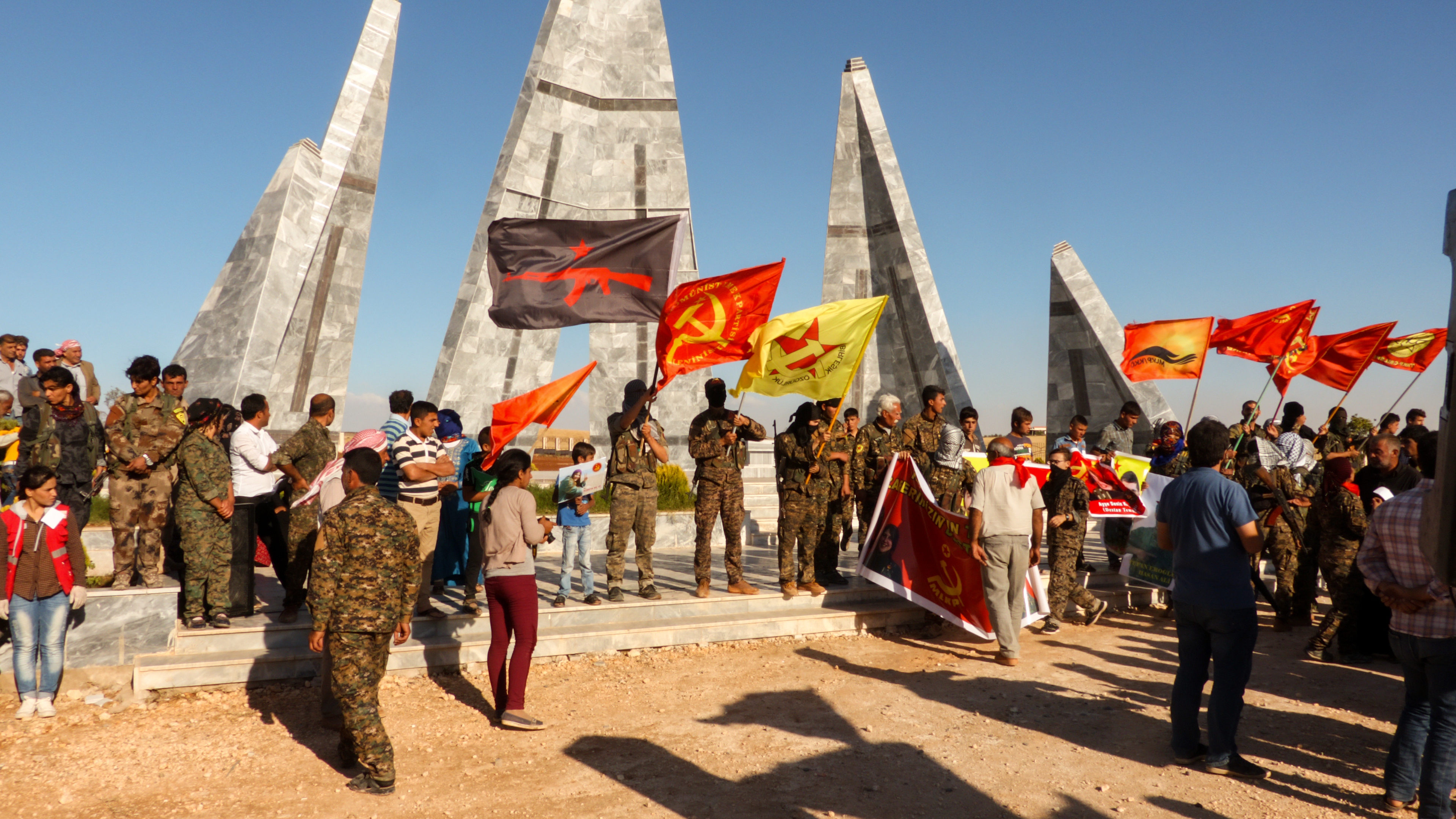
Verenigd Vrijheidsbataljon bij de begrafenis van Ayşe Deniz Karacagil van de MLKP in Kobanê.
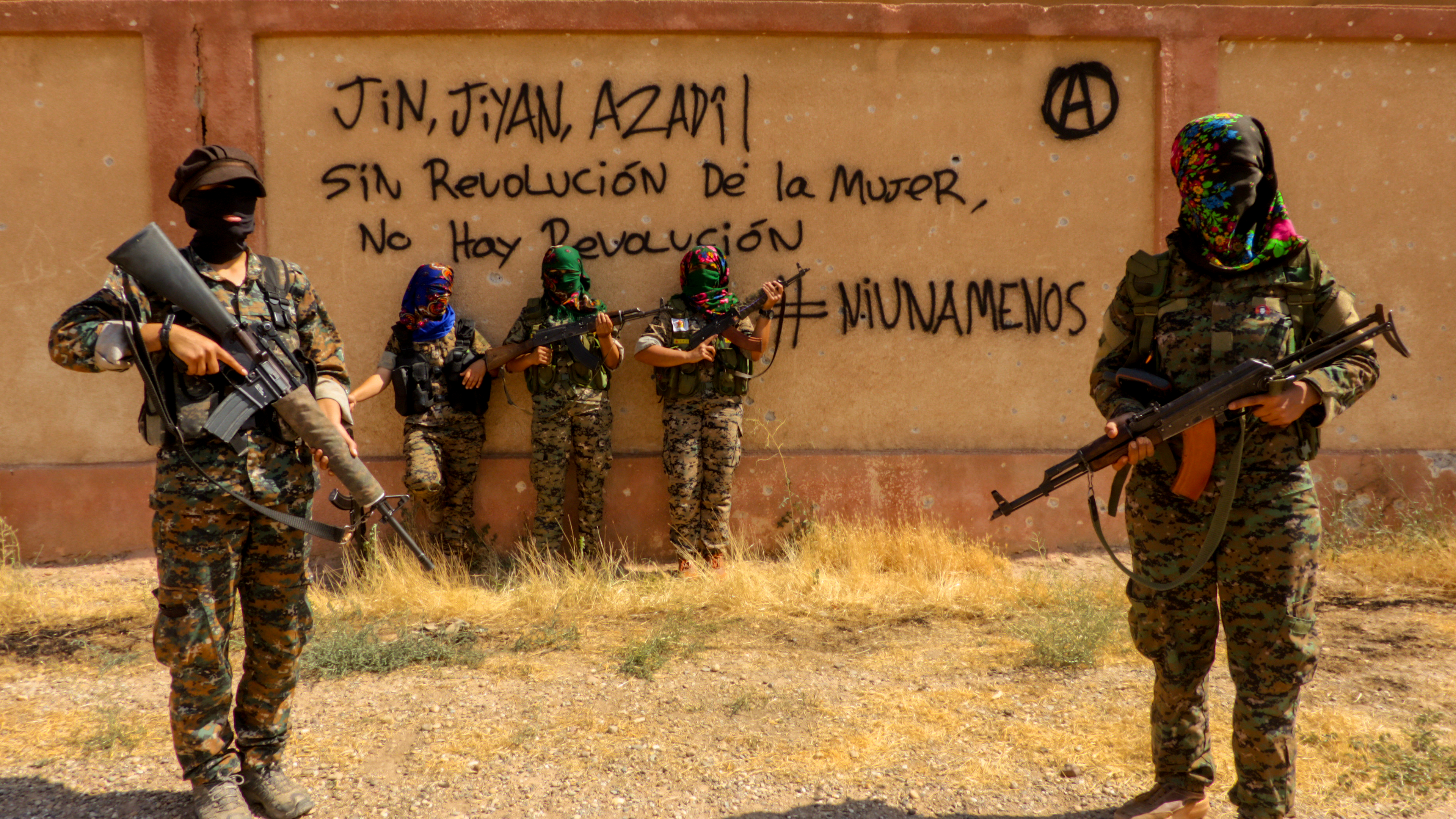
Vrouwen van het Internationaal Vrijheidsbataljon in solidariteit met Ni una menos.
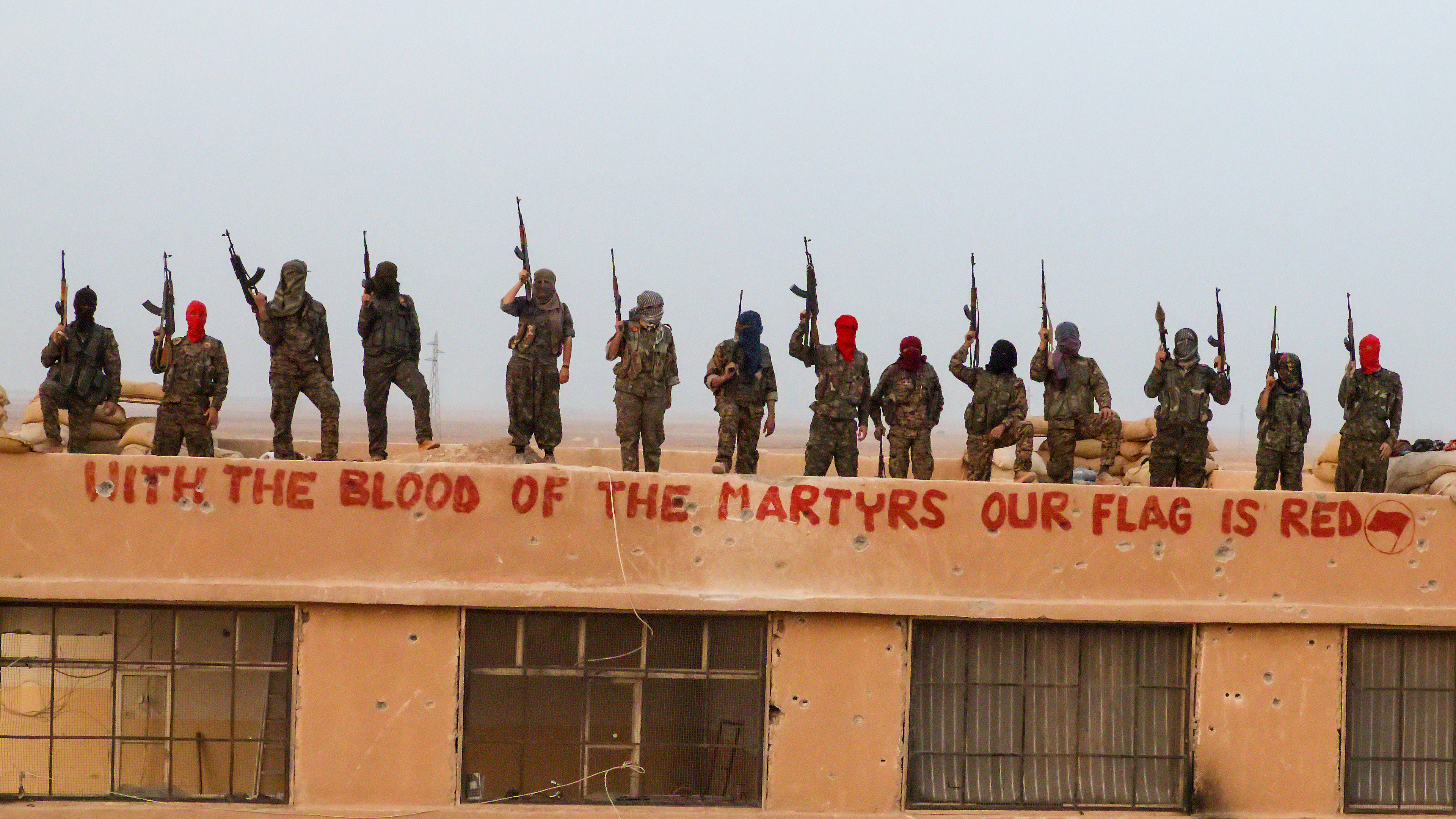
Leden van het Internationaal Vrijheidsbataljon.
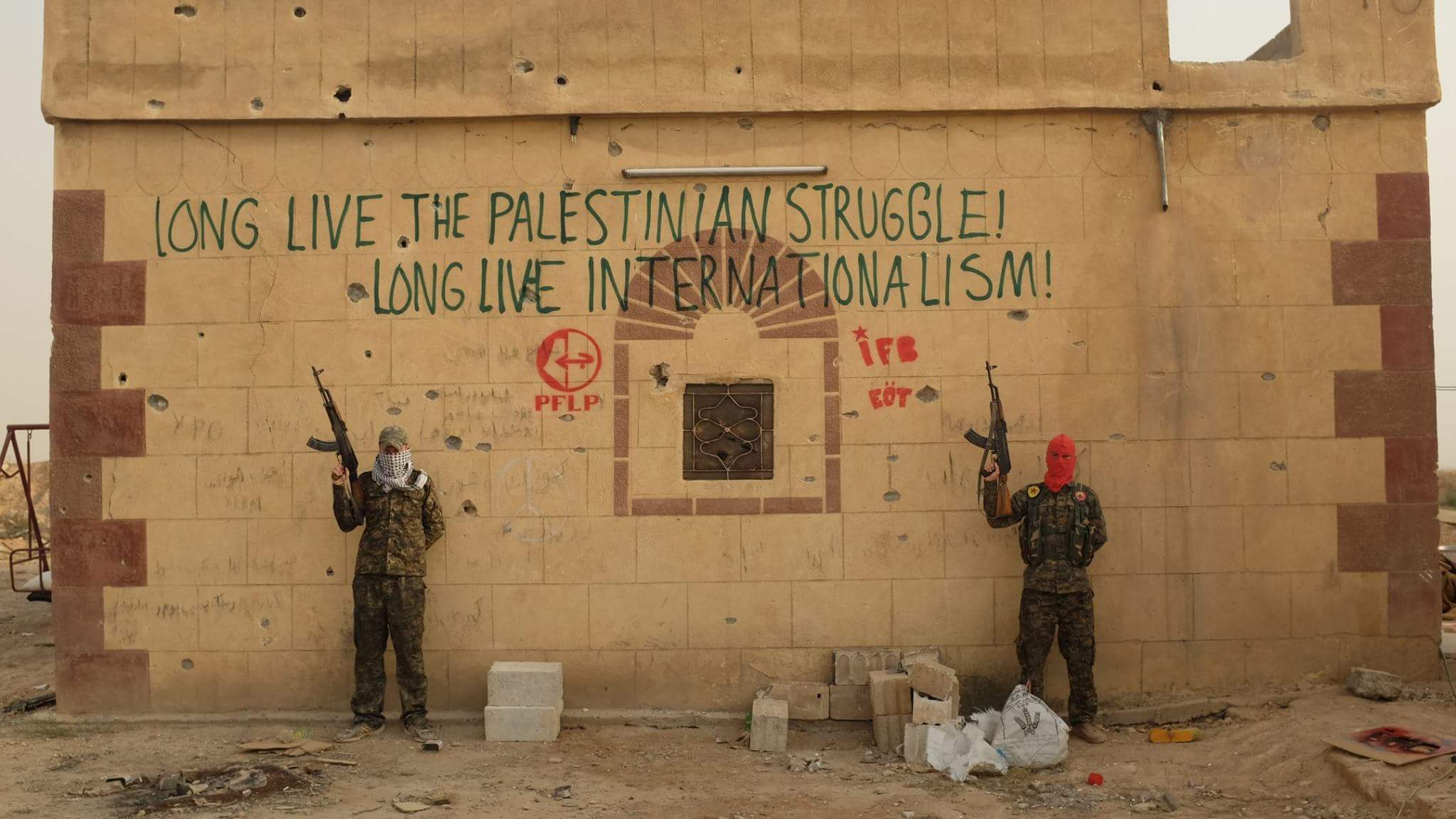
Internationaal Vrijheidsbataljon in solidariteit met PFLP.
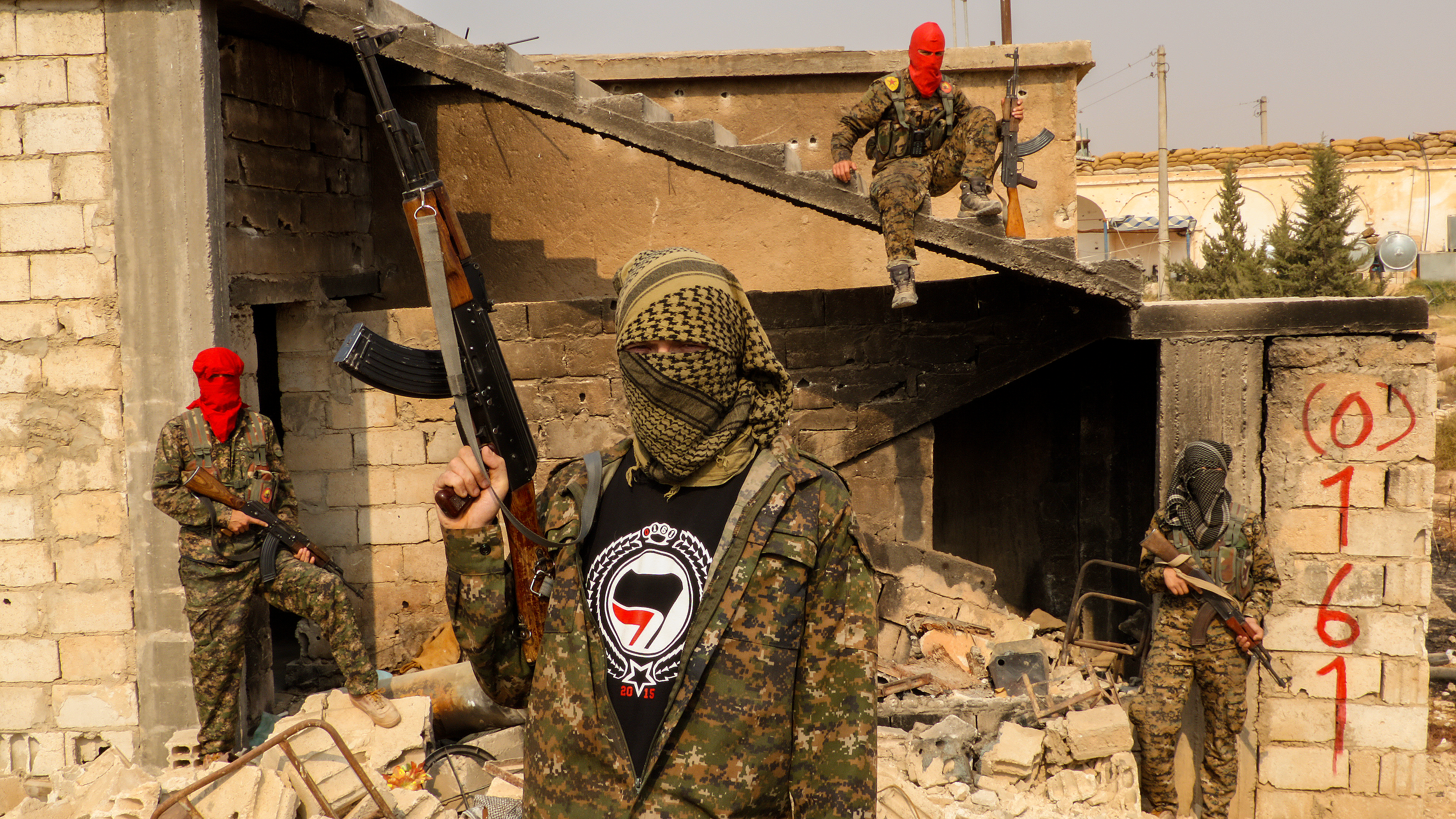
Leden van de Bob Crow Brigade.